# 전자-양전자 쌍소멸
쌍소멸(영어: pair annihilation)은 전자와 양전자(전자의 반입자)가 충돌하여 없어지는 현상이다. 충돌의 결과로 전자와 양전자는 사라지고 감마선 또는 다른 입자가 만들어진다. (입자가 만들어지는 경우는 드물다.)
이러한 과정은 다음의 보존법칙을 만족해야 한다.
- 전하량 보존. 전과 후의 전하량의 합은 각각 0이 돼야 한다.
- 운동량 보존과 에너지 보존. 이로 인해 감마선이 하나만 생길 수 없다.
- 선운동량과 각운동량 보존.

## 에너지가 낮은 경우
에너지가 낮은 경우에는 가능한 최종 상태가 제한된다. 대부분은 두 개나 그 이상의 감마선 광자가 생성된다. 에너지 보존 법칙과 운동량 보존 법칙에 의해 하나의 광자만이 생성될 수는 없다. 대부분의 경우, 두 개의 광자가 만들어지고 각각의 에너지는 전자나 양전자의 정지질량에너지(511keV)와 같다. 또한 만들어진 두 개의 광자는 운동량 보존법칙에 의해 서로 반대방향으로 방출된다. 중성미자는 전자보다 가볍기 때문에 쌍소멸을 통해 한 개 혹은 그 이상의 중성미자-반중성미자 쌍이 생성될 수 있다. 하지만 중성미자쌍이 만들어질 확률은 매우 낮다.

## 에너지가 높은 경우
입자의 속도가 낮은 경우에는 정지에너지에 비해 입자의 운동에너지가 매우 작아 운동에너지는 무시된다. 입자가 상대론적인 속도(상대론적인 효과를 감지하기에 충분한 속도를 말한다)로 움직이면 입자의 운동에너지가 정지질량에너지에 대해 충분히 커지게 되고 이로 인해 입자가 가진 총 에너지(총에너지 = 정지질량에너지 + 운동에너지)가 정지질량에너지에 비해 커지게 된다. 따라서 전자나 양전자의 운동에너지가 감지할 수 있을 만큼 크다면, 다른 무거운 입자들이 생성될 수 있다. 광자나 가벼운 입자도 생성될 수 있는데, 생성된 광자와 입자의 에너지가 훨씬 커진다.

## 같이 보기
- 쌍생성